# Trusnov

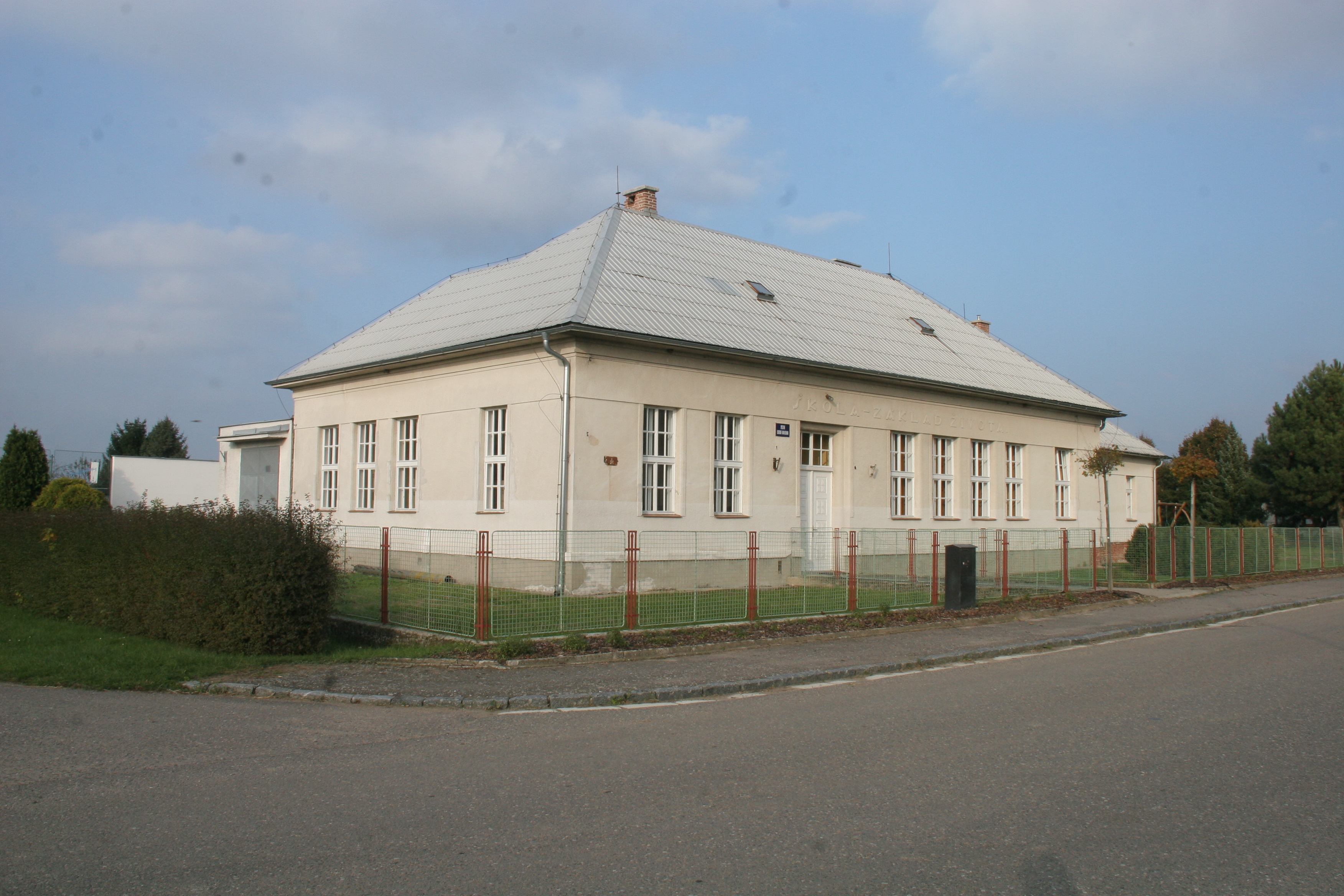
Ehemalige Schule

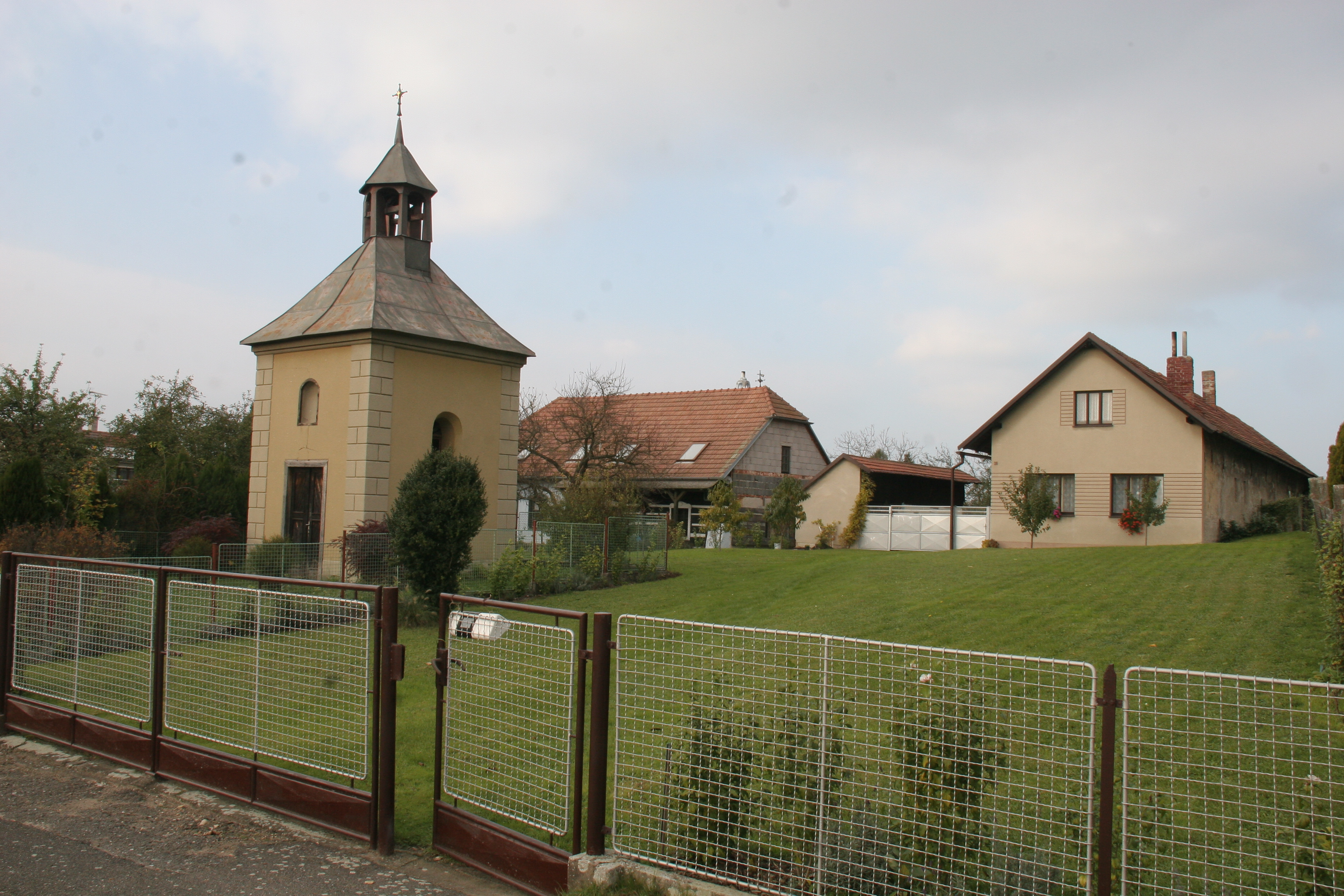
Kapelle

Trusnov (deutsch Trusnow, 1939–45 Trusnau) ist eine Gemeinde in Tschechien. Sie liegt zehn Kilometer nordwestlich von Vysoké Mýto und gehört zum Okres Pardubice.

## Geographie
Trusnov befindet sich im Westen der Choceňská tabule (Chotzener Tafel) auf einem Riedel zwischen den Bächen Loučná und Lodrantka. Gegen Norden erstrecken sich die Waldgebiete Boršov und Obora, zwischen denen der Teich Lodrant (Lodrand) liegt. Südlich erhebt sich der Borek (258 m n.m.), westlich ein namenloser Hügel (261 m n.m.) mit der Schlossruine Neulust.
Nachbarorte sind Vysoká u Holic im Norden, Obora und Jaroslav im Nordosten, Franclina und Žíka im Osten, Radhošť und Sedlíšťka im Südosten, Opočno und Ostrov im Süden, Městec und Uhersko im Südwesten, Najlust, Čeradice und Platěnice im Westen sowie Horní Roveň und Litětiny im Nordwesten.

## Geschichte
Die erste schriftliche Erwähnung von Trusnov erfolgte im Jahre 1407. Das Dorf gehörte anfänglich zur Feste Uhersko und gelangte nach deren Zerstörung zum Ende des 15. Jahrhunderts zur Herrschaft Chroustovice. Die Wälder um Trusnov dienten als Jagdgebiet der ansonsten waldarmen Herrschaft. Im Jahre 1790 ließ Philipp Graf Kinsky auf dem Hügel westlich des Dorfes das Jagdschlösschen Neulust errichten. 1823 verkaufte er die Allodialherrschaft Chraustowitz an Karl Alexander von Thurn und Taxis.
Im Jahre 1835 bestand das im Chrudimer Kreis gelegene Dorf Trusnow aus 59 Häusern, in denen 324 Personen, darunter 5 protestantische Familien, lebten. Im Ort gab es einen Meierhof, in der Umgebung einen herrschaftlichen Tiergarten mit drei Jägerhäusern. Zu Trusnow konskribiert war die auf dem Hügel über dem Lodrand gelegene Einschicht Neulust, bestehend aus vier Häusern und dem Lustschloss Neulust bzw. Theresienlust. Katholischer Pfarrort war Uhersko. Bis zur Mitte des 19. Jahrhunderts blieb das Dorf der Allodialherrschaft Chraustowitz untertänig.
Nach der Aufhebung der Patrimonialherrschaften bildete Trusnov ab 1849 mit den Ortsteilen Franclina und Žíka eine Gemeinde im Gerichtsbezirk Hohenmauth. Ab 1868 gehörte die Gemeinde zum politischen Bezirk Hohenmauth. 1869 hatte das Dorf Trusnov 312 Einwohner und bestand aus 60 Häusern. Im Jahre 1900 lebten in dem Dorf 286 Menschen, 1930 waren es 246. Die Schule wurde 1926 errichtet. 1949 wurde Trusnov dem Okres Holice zugeordnet, seit 1960 gehört die Gemeinde zum Okres Pardubice. Opočno wurde 1961 eingemeindet. Der Schulunterricht in Trusnov wurde 1982 eingestellt. Beim Zensus von 2001 lebten in den 70 Häusern von Trusnov 126 Personen. Seit 2005 führt die Gemeinde ein Wappen und Banner.

## Gemeindegliederung
Die Gemeinde Trusnov besteht aus den Ortsteilen Franclina (Franzlina), Opočno (Opotschno), Trusnov (Trusnow) und Žíka (Schika). Zu Trusnov gehört zudem die Einschicht Obora (Wobora).
Das Gemeindegebiet gliedert sich in Katastralbezirke Opočno nad Loučnou und Trusnov.

## Sehenswürdigkeiten
- Kapelle
- Teich Lodrant
- Naturdenkmal Stráň u Trusnova am Nordosthang des Borek
- Schlossruine Neulust
- Naturreservat Bažantnice v Uhersku zwischen Trusnov und Uhersko